# 1998 في كمبوديا
فيما يلي قوائم الأحداث التي وقعت خلال عام 1998 في كمبوديا.

## سياسة

### تعيين في المنصب
- 30 نوفمبر – هون سين رئيس وزراء كمبوديا.

### انتهاء فترة المنصب
- 30 نوفمبر – هون سين رئيس وزراء كمبوديا.

## مواليد

### فبراير
- 27 فبراير – شينغ مينغ لاعب كرة قدم كمبودي.

## وفيات

### أبريل
- 15 أبريل – بول بوت (مواليد 1925) سياسي كمبودي.